# Villoslada
Villoslada es una localidad, constituida como entidad local menor del municipio de Santa María la Real de Nieva, situada en plena Campiña Segoviana, en Castilla y León, España.
Hasta 1969, cuando se agregó al municipio de Santa María la Real de Nieva, estaba constituido como municipio independiente.
En 2000 se rechazó la solicitud realizada por Villoslada, Jemenuño y Paradinas para volver a ser municipios independientes. Pero el 15 de abril de 2003 la Junta de Castilla y León autorizó que Villoslada se constituyera como entidad local menor dentro del término municipal de Santa María la Real de Nieva.
La entidad local menor comprende, además del lugar de su nombre, el caserío de San Miguel y el despoblado de Elmoro (o Ermoro).

## Símbolos
El escudo heráldico y la bandera que representan al municipio fueron aprobados oficialmente el 20 de octubre de 2008. El escudo se blasona de la siguiente manera: 

«Escudo Cortado y medio partido. Primero, en campo de azur, una garrota en banda de plata de la que cuelga un zurrón de lo mismo. Segundo en campo de gules, acueducto, de dos órdenes de plata, mazonado en sable, sobre diez peñascos de lo mismo. Tercero, en campo de sinople, ermita de San Miguel de Parases de oro, acompañada de diestra y siniestra por sendos haces de espigas también de oro.»
Boletín Oficial de Castilla y León nº 226/2008 de 21 de agosto de 2011

La descripción textual de la bandera es la siguiente:

«Paño rectangular de proporciones 2/3, de color carmesí, y cargado al centro el escudo municipal.»
Boletín Oficial de Castilla y León nº 226/2008 de 21 de agosto de 2011

## Historia

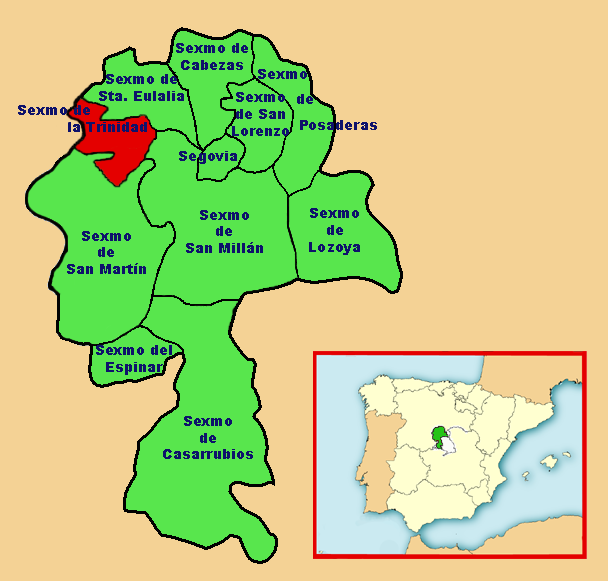
Ubicación del sexmo de la Trinidad en la Comunidad de Ciudad y Tierra de Segovia

La localidad de Villoslada fue repoblada en el siglo XI, durante el reinado de Alfonso VI de Castilla.
En la Edad Media, la localidad fue incluida en la Comunidad de Ciudad y Tierra de Segovia de la que aun forma parte. Villosalada es cabeza del sexmo de la Trinidad, por lo que es también conocida como Villoslada de la Trinidad, el alcalde de esta entidad menor es el representante del Sexmo en la junta sexmera de la comunidad.
En 1247, el Plan de distribución de rentas en el cabildo catedralicio de Segovia menciona a la localidad.
En 1349, la comarca es azotada por la peste negra.
En 1447, Juan de Cervantes y Bocanegra, cardenal y obispo de Segovia visita su diócesis, dejando constancia de todos los problemas que deben ser subsanados. 
En 1834, a la caída del Antiguo Régimen la localidad se constituyó en municipio constitucional en la región de Castilla la Vieja, partido judicial de Santa María la Real de Nieva.
En 1969, Villoslada fue agregado al municipio de Santa María la Real de Nieva.
El 4 de mayo del año 2000, se denegó la segregación de los barrios de Jemenuño, Paradinas y Villoslada, pertenecientes al municipio de Santa María la Real de Nieva, para su reconstitución como municipios independientes.
En 2003, se autorizó la constitución de las entidades locales menores de Jemenuño, Tabladillo y Villoslada dentro del término municipal de Santa María la Real de Nieva, por el acuerdo 48/2003, de 15 de abril, de la Junta de Castilla y León.

## Geografía

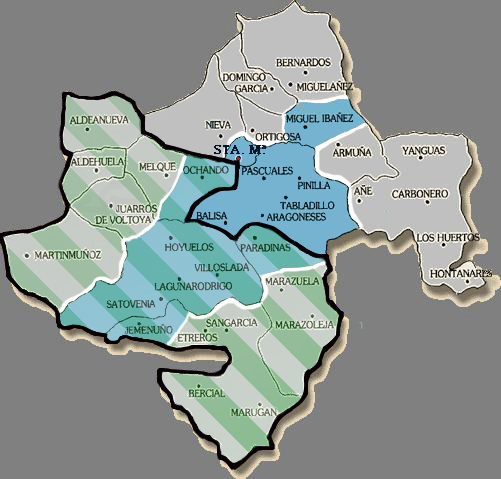
Representación de Villoslada dentro del municipio de Santa María la Real de Nieva, entre los sexmos de la Trinidad y de Cabezas

Bordeada por la carretera provincial SG-P-3222 que conecta con la carretera SG-V-3223 con Balisa y la capital municipal, está situada en Campiña segoviana.
| Noroeste: Hoyuelos                                                  | Norte: Balisa  | Noreste: Paradinas         |
| Oeste: Hoyuelos, Laguna Rodrigo                                     |                | Este: Marazuela, Paradinas |
| Suroeste: Laguna Rodrigo, Santovenia                                | Sur: Sangarcía | Sureste: Marazuela         |
| ----Mapa interactivo — Villoslada de la Trinidad y su término local |                |                            |

## Geografía humana

### Demografía
| Gráfica de evolución demográfica de Villoslada entre 1842 y 1960 |
| |
| Población de derecho según los censos de población del INE Población de hecho según los censos de población del INEEntre el censo de 1970 y el anterior, este municipio desaparece porque se integra en el municipio 40185 (Santa María la Real de Nieva) |

| 373           | 93 | 80 | 86 | 89 | 83 | 65 | 65 | 61 | 55 | 52 | 50 | 43 |
| (Fuente: INE) |    |    |    |    |    |    |    |    |    |    |    |    |

### Economía Local
Villoslada es lugar básicamente cerealista, produciendo también pipa de girasol y algún otro cultivo menor. Se cría ganado ovino, bovino y porcino.

## Administración y política
Depende del Ayuntamiento de Santa María la Real de Nieva, pero cuenta con su propia alcaldía con cierto grado de autogestión al ser una entidad local menor desde 2003. Su alcalde es también el procurador del Sexmo de la Trinidad ante la Comunidad de Ciudad y Tierra de Segovia.
| Periodo   | Nombre                 | Partido |
| --------- | ---------------------- | ------- |
| 1979-1983 | ----                   | ----    |
| 1983-1987 | ----                   | ----    |
| 1987-1991 | ----                   | ----    |
| 1991-1995 | ----                   | ----    |
| 1995-1999 | ----                   | ----    |
| 1999-2003 | ----                   | ----    |
| 2003-2007 | Jaime Pérez Esteban    | PP      |
| 2007-2011 | Jaime Pérez Esteban    | PP      |
| 2011-2015 | Jaime Pérez Esteban    | PP      |
| 2015-2019 | Esteban Martín Tejedor | PP      |
| 2019-2023 | Esteban Martín Tejedor | PP      |
| 2023-act. | Esteban Martín Tejedor | PP      |

### Organización municipal
Como Entidad Local Menor, dispone de una Junta Vecinal regulada por la Ley de Régimen Local de 1998 de Castilla y León. Al frente de esta Junta Vecinal hay un alcalde pedáneo, elegido democráticamente por los villosladenses. Este alcalde pedáneo nombra a tres miembros de la Junta Vecinal, que se completa con el candidato de la segunda lista más votada.

## Cultura

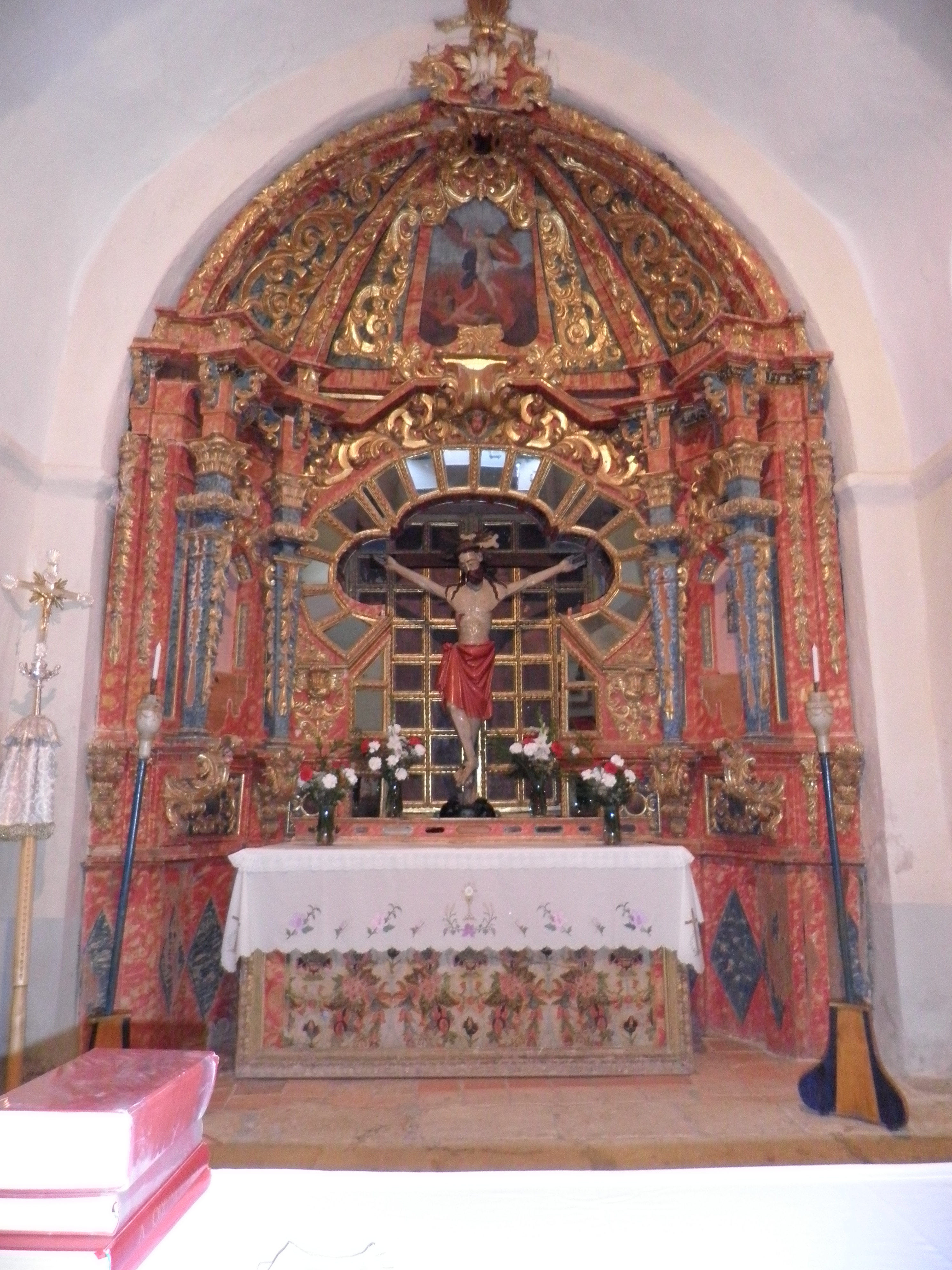
Retablo de la ermita de San Miguel de Párraces

### Fiestas
Celebra sus fiestas patronales de San Miguel el segundo fin de semana de mayo, aunque el patrono parroquial es San Nicolás de Bari (6 de diciembre). La fecha de San Miguel es el 8 de mayo. También se celebra San Roque (16 de agosto).

### Monumentos y lugares de interés
Entre sus monumentos destaca la ermita de San Miguel de Párraces, templo románico de los siglos XII-XIII que está catalogada como bien de interés cultural, y guarda un interesante Cristo románico de la misma época conocido como "Santo Cristo". Además está la iglesia parroquial de San Nicolás y los restos de una antigua ermita conocidos como "El Santo".

## Hermanamientos
Desde septiembre de 2013 la localidad está hermanada con Villoslada de Cameros (La Rioja), lugar de procedencia de sus fundadores en tiempos de Alfonso VI.